# Maur z Pětikostelí
Blahoslavený Maurus (maďarsky Mór) (1000/1001 – kolem roku 1075, Pécs) byl slovenský básník a prozaik, autor nejstarší uherské latinsky psané legendy o poustevnících sv. Svoradovi Ondřejovi a sv. Benediktu a opat v klášteře na Panonské hoře a biskup v Pětikostelí.

## Životopis
O původu tohoto muže existuje několik hypotéz. Pocházel z okolí Nitry. Vzdělání získal v klášteře na Zoboru, kde byl scholastikem. Vysvěcen byl v benediktinském klášteře sv. Martina na Panonské hoře (Pannonhalma, Maďarsko), kde se stal později opatem (1034). Dle Bratislavských análů ze 13. století byl v roce 1036 ustanoven biskupem v Pětikostelí.

## Tvorba
Své dílo Vita sanctorum Zoerardi-Andree Confessor et Benedicti Martyr, eremitarum (Život svatých Svorada Ondřeje vyznavače a Benedikta mučedníka, poustevníků), jehož přesné datum vzniku není známo, napsal zřejmě jako tzv. kanonizační legendu (oba svatí byli kanonizováni v roce 1083) na podnět vévody Gejzy. Přibližuje v ní život těchto světců, kteří působili za panování sv. Štěpána I. Děj této latinsky psané legendy se váže ke slovenskému prostředí, konkrétně k Nitře a asi i k Trenčínu. Psal o lidech, které osobně znal, proto jsou jeho vyjádření velmi autentická. Zaznamenal svědectví Benedikta a opata Filipa o svatém životě a mučednické smrti Svorada a o zázracích, které se děly po jeho smrti. Z Benediktova života zaznamenává pouze jednu epizodu – jeho smrt.
Styl legendy je klidný, referující (vlastní pasáže a reprodukování Benediktova svědectví), ale i emocionálně patetický (oslavné pasáže a reprodukování svědectví opata Filipa) a kromě klasického prozaického podání se v něm objevují i části rýmování prózy.
Legenda je i důležitým pramenem k počátkům uherského státu a pro slovenské dějiny zvlášť významná, neboť je prvním literárním dílem, které se nejen zabývá konkrétním slovenským prostředím (Zobor, Nitra, Váh, Skalka u Trenčína), ale i její autor i oba oslavenci – poustevníci byli podle všeho slovenského etnického původu.